# Heliksni svežanj
Troheliksni svežanj je mali proteinski motiv koji se sastoji od nekoliko alfa heliksa, koji su obično međusobno približno paralelno ili antiparalelno orijentisani.

## Troheliksni svežnjevi
Troheliksni svežnjevi su među najmanjim i najbrže formirajućim strukturnim domenima. Troheliksni svežanj vilinskog čeonog domena je samo 36 aminokiselina dug i formira se u toku perioda od nekoliko mikrosekondi, te je stoga česta tema molekularno dinamičkih simulacija. HIV pomoćni protein sa 40 ostataka ima veoma slično savijanje, i takođe je ekstenzivno izučavan. Ne postoji opšti motiv sekvence koji je vezan za troheliksne svežnjeve, tako da se oni ne mogu predvideti iz same sekvence. Troheliksni svežnjevi se često javljaju u proteinima koji vezuju aktin i DNK.

## Četvoroheliksni svežnjevi
Četvoroheliksni svežnjevi se tipično sastoje od četiri heliksa pakovana u obliku upredene zavojnice sa sterno blisko pakovanim hidrofobnim centrom. Parovi susednih heliksa su često dodatno stabilizovani sonim mostovima između naelektrisanih aminokiselina. Heliksne ose su tipično orijentisane pod uglom od 20 stepeni u odnosu na njihove susedne helikse, što je znatno manji nagib nego kod većih heliksnih struktura globinskog savijanja.
Specifična topologija heliksa je zavisna od proteina. Heliksi koji su susedni po sekvenci su često antiparalelni, mada je moguće da se formiraju antiparalelne veze između parova paralelnih heliksa. Pošto su dimerne upredene zavojnice relativno stabilne, četvoro-heliksni svežnjevi su često dimeri parova upredenih zavojnica, npr. Rop protein. Četvoroheliksni svežanj može da ima termičku stabilnost od više od 100 ℃. Drugi primeri četvoro-heliksnih svežnjeva su citohrom, feritin, ljudski faktor rasta, citokin, i Lac represorni C-terminal. Savijanja četvoro-heliksnih svežnjeva su atraktivna meta za de novo proteinski dezajn. Brojni de novo četvoro-heliksni svežnjevi su uspešno dezajnirani primenom racionalnih i kombinatornih metoda. Mada sekvence nisu konzervirane među četvoroheliksnim svežnjevima, partern sekvenci je često sličan strukturama upredene zavojnice kod kojeg je svaki četvrti i sedmi ostatak hidrofoban.